# Live Connect
Live Connect Developer Center (anteriormente Messenger Connect, Live Services y Windows Live Dev) es un centro de desarrollo y proveedor de kits de desarrollo de software para Hotmail, SkyDrive, Windows Live Messenger, Windows 8 y Windows Store apps. 

## Bibliotecas, interfaces y controles
Live Connect ofrece una variedad de maneras para que los desarrolladores integren sus aplicaciones. Live Connect puede utilizarse en sitios Web, en aplicaciones de escritorio, así como aplicaciones de estilo Modern UI de Windows 8. Los desarrolladores pueden elegir entre varios tipos diferentes de integración, cada que cubre una variedad de escenarios. 
En MIX07, Microsoft's Senior Architect Danny Thorpe describe:

[Windows Live Platform] hoy puede combinar vídeo, fotos, contactos, mapas y búsqueda en las aplicaciones web. Los usuarios pueden colocar los controles de web en las aplicaciones web con unas pocas líneas de JavaScript y estar funcionando en cuestión de minutos, y pueden bucear un poco más profunda para acceder directamente servicio API y definir su propia interfaz de usuario y procesar flujo. Los usuarios tienen control sobre las aplicaciones que pueden tener acceso a sus datos privados y puede revocar ese acceso en cualquier momento.

Live Connect incluye los siguientes servicios y implementaciones:
| Servicio  | Aplicación         | Descripción |
| --------- | ------------------ | --- |
| SkyDrive  | Fotos              | Permite a los usuarios subir, ver, compartan o impresión fotografías almacenadas en su SkyDrive desde dentro, el desarrollador web, aplicación o dispositivo.                                                   |
| SkyDrive  | Documentos         | Permite a los usuarios abrir, guardar, acceso y compartir documentos almacenados en su SkyDrive desde la web, aplicación o dispositivo.                                                                         |
| Hotmail   | Calendario         | Permite a los desarrolladores acceder y guardar citas en Hotmail Calendar del usuario y proporcionan a los desarrolladores la capacidad de recordar a sus usuarios importantes eventos.                         |
| Hotmail   | Contactos          | Una solución de inicio de sesión única que permite a los usuarios identificarse con su Microsoft account para la autenticación a través del desarrollador web o aplicación.                                     |
| Messenger | XMPP Interface     | Proporciona APIs para los desarrolladores para integrar el servicio de mensajería instantánea de Windows Live Messenger en su sitio Web, aplicación o dispositivo a través del Protocolo XMPP.                  |
| Messenger | Status Update      | Permite a los desarrolladores actualizar el estado de un usuario en Windows Live Messenger para informar a sus amigos que actualmente están utilizando su aplicación o sitio Web                                |
| Messenger | Sharing Badge      | Permite a los desarrolladores integrar una "insignia de compartir" en su página Web, permitiendo a los usuarios compartir el contenido en el desarrollador web o aplicación a través de Windows Live Messenger. |
| ID        | Web Authentication | Permiten a los desarrolladores integrar el servicio de autenticación de Microsoft account en su sitio Web |
| ID        | Profile            | Permite al desarrollador acceso a datos de perfil de su usuario como nombre, cumpleaños, perfil de trabajo y datos de contacto.                                                                                 |